# Вальтер (дворянский род)
Вальтер  (нем. Walther) — дворянские роды.
Несколько дворянских родов, потомство:
- штабс-ротмистра Карла-Эрнста фон Вальтера (диплом на дворянское достоинство, 1844), см. далее
- действительного статского советника Фёдора Вальтера (герб внесён в Часть 14 Общего гербовника дворянских родов Всероссийской империи, стр. 104)
- статского советника Егора Вальтера (герб внесён в Часть 16 Общего гербовника дворянских родов Всероссийской империи, стр. 138)
- поручика Германа Вальтера (герб внесён в Часть 3 Сборника дипломных гербов Российского Дворянства, не внесённых в Общий Гербовник, стр. 7)
- коллежского советника Фридриха Вальтера (герб внесён в Часть 3 Сборника дипломных гербов Российского Дворянства, не внесённых в Общий Гербовник, стр. 9)
- мекленбургского тайного камеррата и надворного интенданта Юлиуса Вальтера (грамота «на шляхетство» 1717 г.)

## Описание герба
Щит разделён от левого верхнего угла диагонально на две части, в первой в красном поле серебряная шпора, а в нижней в голубом серебряная подкова шипами вниз обращённая.
На щите дворянский коронованный шлем. Намёт на щите голубой, подложенный серебром. Герб фон Вальтеров внесён в Часть 3 Сборника дипломных гербов Российского Дворянства, невнесённых в Общий Гербовник, стр. 8.